# Provincia de Sakon Nakhon
Sakon Nakhon (en tailandés: สกลนคร) es una de las provincias de Tailandia, situada en la zona nordeste del país, que limita, en el sentido de las agujas del reloj, con las provincias de Nong Khai, Nakhon Phanom, Mukdahan, Kalasin y Udon Thani. La capital es Sakon Nakhon. Tiene una superficie de 9.605 km², que en términos de extensión es similar a la de Líbano.
El nombre proviene del sánscrito: Sakon (en sánscrito, sakala, [entero, total]) y Nakhon (en sánscrito, nagara [ciudad]), que traducido literalmente significa Ciudad de ciudades.

## Geografía
La provincia se encuentra en la meseta de Khorat, no lejos del río Mekong. El lago Nong Han -el mayor lago natural del nordeste de Tailandia-, cerca de la ciudad de Sakon Nakhon, es un recurso popular de ocio de la población local. Las montañas de Phu Phan delimitan la provincia hacia el sur.

## Símbolos
El emblema provincial muestra la Phrathat Choeng Chum, una estupa construida durante el período Ayutthaya. El árbol provincial es la Lagerstroemia speciosa.

## División administrativa
La provincia está dividida en 18 distritos (Amphoe), que a su vez se dividen en 125 comunas (tambon) y 1323 aldeas (muban).
| 1. Mueang Sakon Nakhon 2. Kusuman 3. Kut Bak 4. Phanna Nikhom 5. Phang Khon 6. Waritchaphum 7. Nikhom Nam Un 8. Wanon Niwat 9. Kham Ta Kla | 1. Ban Muang 2. Akat Amnuai 3. Sawang Daen Din 4. Song Dao 5. Tao Ngoi 6. Khok Si Suphan 7. Charoen Sin 8. Phon Na Kaeo 9. Phu Phan |